# Туган-Барановский, Степан Иванович
Степан Туган-Барановский (17 (29) января 1849, Гродненская губерния ― 1906, Москва, Российская империя) — генерал-майор Русской императорской армии (1906).

## Биография
Родился 17 января 1849 года в семье потомственных дворян Гродненской губернии из числа белорусско-литовских татар. Был воспитанником Первого Санкт-Петербургского кадетского корпуса.
Свою службу начал юнкером во Втором военном Константиновском училище в возрасте 15 лет. Завершив учёбу, перевёлся в Михайловское артиллерийское училище, а затем по истечении трех месяцев получает звание подпоручика и направляется в 9-й гренадерский Киевский Нидерландский полк, прибыв туда в 1869 году, где служил батальонным адъютантом и командиром роты, исполняя должность заведующего оружейной частью, а спустя год становится поручиком.
В начале 1872 года был прикомандирован ко 2-й гренадерской артбригаде для испытания по службе и перевода в полевую пешую артиллерию. Спустя год переводится в данную бригаду, но с понижением до подпоручика, и зачисляется во 2-ю батарею командиром полубатареи. В конце того же года вновь получил погоны поручика.
25 июля 1877 года командируется для несения службы в 14-й дивизионный летучий парк в Новогеоргиевск, где командовал отделением в ходе русско-турецкой войны. Принимал участие в боях на территории Турции. Осенью того же года в составе войск Гвардейского корпуса действующей армии переходит границу Турции, а затем оказывается под Плевной, где пробыл до её взятия 28 ноября 1877 года, после чего отправился в поход на Сан-Стефано.
В конце следующего года становится капитаном, а затем награждается орденом Святой Анны III степени с мечами и бантом.
25 октября 1899 года направляется на службу в 27-ю артбригаду командиром полубатареи. А спустя три года в 6-ю батарею 20-й гренадерской артбригады как подполковник и командир.
Высочайшим приказом от 17 декабря 1906 года был произведён в генерал-майоры с увольнением от службы, с мундиром и с пенсией. Ему была назначена пенсия из Государственного казначейства 860 рублей в год.
Скончался в том же году в Москве.

## Семья
Был женат на М. И. Беляк, дочери отставного майора. Имел пятерых детей: двух сыновей (Лев и Александр) и трех дочерей (Елена, Софья, Тамара).

## Награды
- 1875 — орден Святого Станислава 3-й степени
- 1879 — орден Святой Анны 3-й степени с мечами и бантом, румынский Железный Крест «за переход через Дунай»[3]
- 1883 — орден Святого Станислава 2-й степени
- 1888 — орден Святой Анны 2-й степени
- 1891 — орден Святого Владимира 4-й степени
- 1905 — орден Святого Владимира 3-й степени